# George Macovescu
George Macovescu (n. 28 mai 1913, Joseni, România – d. 20 martie 2002, Valencia, Comunitatea Valenciană, Spania) a fost un politician comunist, ministru de externe și scriitor român.

## Biografie
A debutat în anii 1930 în ziarele Adevărul și Dimineața, iar în 1936 se înscrie în Partidul Comunist Român, care era în ilegalitate. A absolvit Facultatea de Drept din București în 1939.
Între 1947-1949 este membru al Legației României la Londra, după care este director la Ministerul Afacerilor Externe până în 1952, când este exclus din corpul diplomatic. Lucrează ca redactor-șef adjunct la „Gazeta literară”  și predă la Facultatea de Litere a Universității București. În 1959 revine în diplomație, fiind trimis ambasador extraordinar și plenipotențiar al RPR în SUA. Între 1961-1967 este adjunct al ministrului de externe, iar între 1967-1972 prim-adjunct. Între 1972-1978 este ministru de externe. George Macovescu a fost deputat în Marea Adunare Națională în sesiunile din perioada 1969 - 1985.
În 1979 a sărit în sprijinul lui Nicolae Ceaușescu, atacat de Constantin Pârvulescu la Congresul PCR.
Președinte al Uniunii Scriitorilor din România între 1978-1982.
Prima sa soție a fost Tereza, iar a doua a fost Emilia.
Tereza Macovescu, o evreică maghiarofonă fostă ilegalistă, a devenit o activistă a Partidului Comunist Român. Ea a fost exclusă din partid în 1952, pe motivul că „are atitudine ușuratică și neprincipialitate în ceea ce privește raporturile cu unii mici burghezi”. Tereza a devenit ulterior traducătoare angajată de diverse edituri, așa cum a fost de exemplu Editura pentru Literatură Universală.

## Scrieri
- Contradicții în Imperiul Britanic, București, 1950;
- Viața și opera lui Al. Sahia, București, 1950;
- Gheorghe Lazăr, București, 1954;
- Unele probleme ale reportajului literar, București, 1956;
- Oameni și fapte, București, 1957;
- Introducere în știința literaturii, București, 1962;
- Vârstele timpului, București, 1971;
- Catargele înalte, București, 1972;
- Farmecul pământului. Jurnal la marginea dintre vis și viață, București, 1977; ediția (Parfumul amar al pelinului verde), București, 1982;
- Semnul dintre ochi, București, 1983;
- Undeva, cândva, București, 1985;
- Trecânde anotimpuri, București, 1988.
- Jurnal, Vol. I, Domino, București, 2006 [11]

## Distincții
- Medalia „40 de ani de la înființarea Partidului Comunist din Romînia” (6 mai 1961) „pentru activitate îndelungată în mișcarea muncitorească și merite în opera de construire a socialismului”[12]
- Ordinul „23 August” clasa a III-a (6 mai 1961) „cu prilejul celei de-a 40-a aniversări de la înființarea Partidului Comunist din Romînia, pentru îndelungată activitate în mișcarea muncitorească, pentru merite deosebite în opera de construire a socialismului”[13]
- Ordinul „Apărarea Patriei” clasa a II-a (10 august 1964) „pentru merite deosebite în opera de construire a socialismului, cu prilejul celei de a XX-a aniversări a eliberării patriei”[14]